# Zinder
Zinder (zvaný také jako Damagaram) je město v Nigeru. S 261 237 obyvateli je druhým největším městem Nigeru. Nachází se na jihu země, asi 800 km východně od Niamey a 250 km severně od nigerijského města Kano.